# Мансфілд (Пенсільванія)
Мансфілд (англ. Mansfield) — місто (англ. borough) в США, в окрузі Тайога штату Пенсільванія. Населення — 2839 осіб (2020).

## Географія
Мансфілд розташований за координатами 41°48′22″ пн. ш. 77°4′42″ зх. д. / 41.80611° пн. ш. 77.07833° зх. д. (41.806191, -77.078403). За даними Бюро перепису населення США в 2010 році місто мало площу 4,96 км², з яких 4,96 км² — суходіл та 0,01 км² — водойми.

## Демографія
Згідно з переписом 2010 року, у селищі мешкало 3625 осіб у 1024 домогосподарствах у складі 482 родин. Густота населення становила 731 особа/км². Було 1132 помешкання (228/км²).
Расовий склад населення:
| - 90,2 % — білих - 5,2 % — чорних або афроамериканців - 1,3 % — азіатів - 0,2 % — корінних американців - 0,1 % — вихідців з тихоокеанських островів |

До двох чи більше рас належало 2,2 %. Частка іспаномовних становила 3,1 % від усіх жителів.
За віковим діапазоном населення розподілялося таким чином: 10,5 % — особи молодші 18 років, 81,0 % — особи у віці 18—64 років, 8,5 % — особи у віці 65 років та старші. Медіана віку мешканця становила 21,7 року. На 100 осіб жіночої статі у селищі припадало 86,6 чоловіків; на 100 жінок у віці від 18 років та старших — 84,1 чоловіків також старших 18 років.
Середній дохід на одне домашнє господарство становив 51 105 доларів США (медіана — 38 583), а середній дохід на одну сім'ю — 70 486 доларів (медіана — 60 652). Медіана доходів становила 42 486 доларів для чоловіків та 30 594 долари для жінок. За межею бідності перебувало 24,8 % осіб, у тому числі 18,6 % дітей у віці до 18 років та 6,5 % осіб у віці 65 років та старших.
Цивільне працевлаштоване населення становило 1524 особи. Основні галузі зайнятості: освіта, охорона здоров'я та соціальна допомога — 39,0 %, мистецтво, розваги та відпочинок — 11,7 %, роздрібна торгівля — 9,6 %, виробництво — 7,9 %.